# Gransee
Gransee è una città di 6 022 abitanti del Brandeburgo, in Germania.

Appartiene al circondario dell'Oberhavel ed è capoluogo dell'Amt Gransee und Gemeinden.
La città è conosciuta per essere stata colpita nell'agosto del 1977 da un disastro missilistico che causò dalle 50 alle 100 vittime. 

## Società

### Evoluzione demografica
- Sviluppo della popolazione dal 1875 entro gli attuali confini (Linea Blu: Popolazione; Linea puntata: Confronto dello sviluppo della popolazione dello Stato del Brandenburgo; Sfondo grigio: Ai tempi del governo nazista; Sfondo rosso: Al tempo del governo comunista)

| Anno | Abitanti |
| ---- | -------- |
| 1875 | 5 656    |
| 1890 | 6 223    |
| 1910 | 6 283    |
| 1925 | 6 377    |
| 1933 | 6 470    |
| 1939 | 6 980    |
| 1946 | 9 740    |
| 1950 | 9 225    |
| 1964 | 8 038    |
| 1971 | 7 890    |
| 1981 | 7 797    |

| Anno | Abitanti |
| ---- | -------- |
| 1985 | 7 692    |
| 1989 | 7 522    |
| 1990 | 7 488    |
| 1991 | 7 304    |
| 1992 | 7 216    |
| 1993 | 7 129    |
| 1994 | 7 069    |
| 1995 | 6 998    |
| 1996 | 6 946    |
| 1997 | 7 010    |

| Anno | Abitanti |
| ---- | -------- |
| 1998 | 6 921    |
| 1999 | 6 855    |
| 2000 | 6 866    |
| 2001 | 6 750    |
| 2002 | 6 610    |
| 2003 | 6 578    |
| 2004 | 6 511    |
| 2005 | 6 405    |
| 2006 | 6 391    |
| 2007 | 6 261    |

| Anno | Abitanti |
| ---- | -------- |
| 2008 | 6 125    |
| 2009 | 6 051    |
| 2010 | 5 974    |
| 2011 | 5 926    |
| 2012 | 5 816    |
| 2013 | 5 721    |
| 2014 | 5 717    |
| 2015 | 5 814    |
| 2016 | 5 895    |
| 2017 | 5 896    |

| Anno | Abitanti |
| ---- | -------- |
| 2018 | 5 871    |
| 2019 | 5 895    |
| 2020 | 5 849    |

Fonti dei dati sono nel dettaglio nelle Wikimedia Commons..

## Geografia antropica

### Suddivisioni amministrative
Gransee si divide in 15 zone, corrispondenti all'area urbana e a 14 frazioni (Ortsteil):
- Gransee (area urbana)
- Altlüdersdorf
- Buberow
- Dannenwalde
- Gramzow
- Kraatz
- Margaretenhof
- Meseberg
- Neulögow
- Neulüdersdorf
- Seilershof
- Wendefeld
- Wentow
- Ziegelei
- Ziegelscheune

## Amministrazione

### Gemellaggi
Gransee è gemellata con:
- Hessisch Oldendorf
- Kolín